# Centrala staden, Västerås
Centrala staden är ett administrativt bostadsområde i centrala Västerås. Området består av delarna Centrum, Kyrkbacken, Herrgärdet, Östermalm, Kungsängen, Östra Hamnen och Lillåudden.
Området avgränsas av Norra Ringvägen, Östra Ringvägen, Stora Gatan / Pilgatan, Björnövägen, Mälarstrandsgatan, Mälaren Svartån och Västra Ringvägen.